# Corps des Marines des États confédérés
Le corps des Marines des États confédérés (en anglais Confederate States Marine Corps, en abrégé CSMC) est une branche des forces armées des États confédérés de la guerre de Sécession. Il est créé par une loi du congrès confédéré du 16 mars 1861. L'effectif du CSMC est d'abord autorisé à 45 officiers et 944 hommes enrôlés, et augmente le 24 septembre 1862 à 1 026 hommes enrôlés. L'organisation du corps commence à Montgomery, en Alabama, et est achevé à Richmond, en Virginie, où la capitale des États confédérés d'Amérique a été déplacé. Les quartiers généraux du CSMC et les installations principales de formation restent à Richmond, en Virginie, tout au long de la guerre, situé dans le camp Beall sur Drewry's Bluff et au chantier naval de Gosport à Portsmouth, en Virginie. La dernière unité du CSMC se rend aux États-Unis, le 9 avril 1865, avec la Confédération qui elle-même capitule un mois plus tard.

## Calqué sur l'USMC
Avant la guerre, le corps des Marines des États-Unis avait une organisation « exceptionnellement bonne et bien disciplinée », et « il en est sorti le noyau correspondant à la création du service de la Confédération », le CSMC. Le CSMC est modélisé selon le corps des Marines des États-Unis, mais il y a quelques différences : les confédérés s'organisent en compagnies permanentes, remplacent le fifre par le Clairon de l'infanterie légère, et portent des uniformes semblables à ceux des Royal Marines britanniques. Comme l'USMC, quand ils sont à terre, ils fournissent des détachements de garde pour les stations navales confédérées à :
- Richmond, en Virginie
- Camp Beall, situé près de Fort Darling (en) à Drewry's Bluff (en), en Virginie
- Wilmington, Caroline du Nord – Fort Fisher
- Charlotte, Caroline du Nord
- Charleston, Caroline du Sud
- Hilton Head Island, Caroline du Sud
- Savannah, Géorgie
- Pensacola, Floride – (batteries navales côtières)
- Mobile, Alabama

Des détachements navigants servent à bord de différents navires de guerre et même sur des destroyers de commerce.

## Organisation
Le C.S. Marine Corps est formé dans les premiers jours de la guerre de Sécession à partir de trois sources:
- Seize officiers (et 100 soldats) qui démissionnent ou désertent du corps des Marines des États-Unis[3]
- La fusion d'organisations de l'État telles que les Marines de l'État de Virginie
- Du recrutement spécifique

### Origine des hommes

Insigne du grade de capitaine du CSMC

Le commandant du CSMC, le colonel-commandant Beall (en), déclare que CSMC « était composé de soldats, dont plusieurs étaient de vieux soldats et des officiers, dont un certain nombre avait été en service auparavant dans le corps des Marines des États-UNIS et ailleurs ». Les archives des officiers des Marines des États-Unis qui ont « démissionné et apporté leurs épées au gouvernement confédéré » sont :
| Nom                                       | État            |
| ----------------------------------------- | --------------- |
| Commandant Henry B. Tyler (USMC Adjudant) | Virginie        |
| Commandant (breveté) George H. Terret     | Virginie        |
| Capitaine Robert Tansill                  | Virginie        |
| Capitaine Algernon S. Taylor              | Virginie        |
| Capitaine John D. Simms                   | Virginie        |
| Premier lieutenant Israël Greene          | Virginie        |
| Premier lieutenant John K. H. Tatnall     | Géorgie         |
| Premier lieutenant De Jules E. Meire      | Maryland        |
| Premier lieutenant George P. Turner       | Virginie        |
| Premier lieutenant Thomas S. Wilson       | Missouri        |
| Premier lieutenant Andrew J. Hays         | Alabama         |
| Premier lieutenant Adam N. Baker          | Pennsylvanie    |
| Second lieutenant George Holmes           | Floride         |
| Second lieutenant Calvin L. Sayre         | Alabama         |
| Second lieutenant Henry L. Ingraham       | Caroline du Sud |
| Second lieutenant Beckett K. Howell       | Mississippi     |

Ces officiers sont assemblés avec le CSMC alors qu'il est organisé à Richmond, en Virginie, à l'exception du capitaine Tansill, qui a démissionné pendant qu'il est à bord de l'USS Congrès en mer. Le capitaine Tansill est arrêté par ordre du secrétaire de la Marine des États-Unis Welles quand il arrive à New York le 23 août 1861 et est détenu sans inculpation ou procès. Il est libéré le 10 janvier 1862 dans le cadre d'un échange de prisonniers, et par la suite rejoint le CSMC, en Virginie. « L'injustice flagrante qui lui est faite a été reconnue par une loi du Congrès confédéré du 11 avril 1863, qui prévoit que les officiers de la marine et du corps des Marines qui ont démissionné de la Marine et du corps des Marines des États-Unis à la suite de la sécession, et qui ont été arrêtés et emprisonnés à la suite de cette démission, et qui, par la suite ont rejoint la marine et le corps les Marines des États confédérés, » devraient recevoir « un congé payé pour et durant la durée de l'emprisonnement, et jusqu'à la date de leur nomination dans la marine et du corps des marines des États Confédérés ».

### Composition de la main-d'œuvre
La répartition de la composition des officiers est la suivante :
- Un colonel-commandant
- Un lieutenant-colonel
- Trois commandants (un quartier maître, un trésorier, et un adjudant)
- Dix capitaines
- Dix premiers lieutenants
- Vingt deuxièmes lieutenants

La répartition de la composition des hommes du rang à la date du 24 septembre 1862 est la suivante :
- Un sergent-major
- Un sergent fourrier
- Soixante sergents
- Soixante caporaux
- 840 soldats
- Trente tambours
- Trente fifres
- Deux musiciens principaux et deux musiciens

Bien que le CSMC a l'autorisation de lever 1026 hommes, les enrôlements n'ont jamais approchés ce nombre ; les chiffres au 30 octobre 1864 répertorient seulement 539 officiers et soldats. Bien que les officiers sont principalement des ex-officiers de la Marine, le chef de corps, le colonel-commandant, Lloyd J. Beall (en), est un ancien trésorier de l'armée des États-Unis sans aucune expérience de la Marine. Le commandant Lloyd J. Beall, diplômé de l'académie militaire de West Point, a servi dans le 1st U.S. Infantry et dans le 2nd Dragoons avant de devenir trésorier à partir de 1844 jusqu'à l'éclatement de la guerre. Il démissionne de sa commission le 22 avril 1861 et est nommé colonel-commandant du corps des Marines des États confédérés, le 23 mai 1861. Le colonel Beall sert tout au long de la guerre comme le seul commandant du corps des Marines.

### Organisation des unités
Le C.S. Marine Corps est organisé dans plusieurs compagnies repérées par des lettres et de nombreux détachement basés à terre et à bord de navires. Les compagnies A, B, et C sont à l'origine formées entre le 10 avril et le 29 juin 1861 à la Nouvelle-Orléans, en Louisiane. La compagnie D, initialement recrutée à Memphis, Tennessee et Mobile, Alabama (août - septembre 1861) sert à Pensacola, Floride avant d'y être démantelée et reformée à Mobile, en novembre 1861. La compagnie E est formée à Savannah, Géorgie en juillet 1862. Il y a aussi une compagnie F, initialement formée à la Nouvelle-Orléans au printemps de 1861, où elle sert pendant une brève période avant d'être dissoute ; plus tard, elle est reformée à Mobile, en avril 1863 et dissoute pour la seconde fois en juin 1864.
Les compagnies A, B, et C sont transférées individuellement à partir de la Nouvelle-Orléans vers Pensacola d'avril à juin 1861. La compagnie A est, par la suite, transférée à Savannah, en septembre 1862, avant d'être transférée au Camp Beall, Virginie, pour rejoindre les compagnies B et C, déjà présentes. La compagnie B est brièvement transférée à Mobile, en Alabama, en février 1862, avant d'être transférée au Camp Beall quelques semaines plus tard, pour se joindre à la compagnie C, qui a déjà été transférée en novembre 1861 pour former le noyau de ce qui allait devenir l'organisation (avec l'ajout des compagnies A et B), connu comme le « bataillon de campagne ».
Le bataillon sert lors de la défense de Richmond contre les attaques fluviales, fournit des détachements à bord de navires de guerre basés dans la région de Norfolk, et participe à la retraite générale confédérée de Richmond, en effectuant des actions de combat notables dans l'arrière-garde de l'armée du général Lee en tant que bataillon de la Marine de la brigade navale du brigadier général (anciennement contre-amiral et commandant de l'escadre de Charleston, CSN) John R. Tucker lors de la bataille de Saylor's Creek (Virginie) le 6 avril 1865. La majorité du bataillon se rend à Saylor's Creek, le 7 avril 1865 avec le reste des troupes qui capitulent avec l'armée de Virginie du Nord, le 9 avril 1865, à Appomattox, en Virginie.
La compagnie D, initialement stationnée à Pensacola est dissoute en décembre 1861, puis, après avoir été utilisée pour remplir les compagnies B et C, sert également dans cette station. La compagnie D est reformée à Mobile et sert là-bas, où elle reste jusqu'à ce que la ville tombe dans les mains des forces des États-Unis. La compagnie D est la dernière unité organisée du CSMC à se rendre, les éléments de la compagnie se rendent le 9 mai 1865 à la Citronelle, Alabama et le reste du peloton, sous le commandement du premier lieutenant David G. Raney, Jr, se rend à Nanna Hubba Bluff, Alabama le 10 mai 1865.
La compagnie E, initialement formée à Savannah, est par la suite évacuée à Charleston, Caroline du Sud. Un détachement de la compagnie est envoyé à Wilmington, Caroline du Nord et participe à la défense vaine de fort Fisher. Le reste de la compagnie E, toujours à Charleston, est en fin de compte évacué vers la Caroline du Nord et rejoint l'armée du Tennessee du général Joseph E. Johnston, près de Raleigh, en Caroline du Nord et rend avec la brigade navale du brigadier général (anciennement le contre-amiral et commandant d'escadre de la James River, CSN) Raphaël Semmes à Greensboro, Caroline du Nord le 28 avril 1865.
La compagnie F sert à l'origine à la Nouvelle-Orléans comme une compagnie de « dépôt » (c'est-à-dire recrutement et formation d'unité) avant d'être dissoute. Plus tard, elle est reformée à Mobile, encore en tant que compagnie de « dépôt », fournissant des Marines pour la compagnie D et le bataillon au Camp Beall, et est finalement dissoute pour la dernière fois en juin 1864.
Les unités du corps des Marines des États confédérés sont stationnées dans des bases navales de la Confédération, ainsi que pour fournir de l'aide aux garnisons des fortifications côtières comme fort Fisher en Caroline du Nord. Les Marines servent également sur des navires de la Confédération, tels que le CSS Alabama. Lors de la célèbre bataille entre les cuirassés USS Monitor et CSS Virginia, la compagnie C du corps des Marines des États confédérés sert à bord du CSS Virginia, en aidant à armer plusieurs de ses canons.
Dans l'été de 1862, certaines troupes du corps des Marines des États confédérés sont organisées en unités de la taille d'une équipe et dispersées dans tout le sud. Les unités dispersées de la Marine ont pour but de fournir la formation aux artilleurs de la marine qui souffrent d'une pénurie de spécialistes formés, avec un plus grand effet que leur service en tant que seul bataillon d'artillerie de marine. Avec les détachements éparpillés dans toutes les grandes installations navales confédérées, les quartiers généraux des Marines des États confédérés sont établis à fort Darling (en) et au Camp de Beall, situé à Drewry's Bluff (en) sur la James River en Virginie. Comme décrit ci-dessus, les trois compagnies (A, B, et C) sont stationnées de façon semi-permanente, comme le « bataillon de campagne » au quartier général du CSMC. Les nouveaux officiers du CSMC sont formés dans le bataillon avant d'être affectés à l'une des compagnies détachées (viz., D ou E) ou directement à l'un des détachements à terre ou à bord des navires de la Marine. Les marines du « bataillon de campagne » aident à repousser l'attaque faite sur la falaise par les forces navales de États-Unis, y compris l'USS Monitor et le USS Galena à l'été 1862.
Malgré les désertions et même pratiquement des mutineries, la plupart des marines servent avec compétence et mérite, reçoivent des éloges du secrétaire à la Marine Stephen R. Mallory pour « leur rapidité et leur efficacité ». La faiblesse du corps est due en grande partie à des querelles internes dans leurs rangs, au service côtier et aux affectations administrative. Aussi, sans fonds pour des primes, le corps ne peut pas facilement enrôler de nouvelles recrues. Jusqu'en 1864 la rémunération mensuelle des hommes enrôlés est inférieure de 3 $ à celles de leurs homologues de l'armée. À la fin de la guerre, le corps des marines est autorisé à puiser dans les conscrits de l'armée pour renforcer leurs rangs.

## Service pendant la guerre
Les Marines confédérés voient leur première action navale à bord du CSS Virginia (USS Merrimack) hors de Hampton Roads, en Virginie, du 8 au 9 mars 1862, et près de l'endroit où à la fin de la guerre, une partie de la brigade navale combat à Sayler's Creek, en Virginie.
De Drewry's Bluff à d'autres grands postes (Wilmington, Charleston, Pensacola, Norfolk, Galveston, et Savannah), les détachements de la Marine sont dispersés pour servir sur de grands navires de guerre et lors d'opérations spéciales, y compris la capture de l'USS Underwriter (en) et l'USS Water Witch (en), et une attaque pour libérer des prisonniers de guerre confédérés détenus à Point Lookout, dans le Maryland (en).
Les opérations amphibies à partir de la mer de la Marine comprennent le raid sur la rive du "Old" CSS Savannah (en) à Fort Beauregard, Phillips Island, Caroline du Sud, pour évacuer la garnison attaquée. Les Marines sous le commandement du contre-amiral Josias Tattnall sont utilisés pour la construction et l'armement des batteries côtières qui repoussent les canonnières et les monitors de l'Union à Richmond et à Savannah.
À la fin de la guerre, la plupart des Marines des États confédérés survivant sont rassemblés dans le quartier de Richmond soutenant les dernières défenses désespérées du Sud. Les Marines en Virginie font également partie du corps d'armée du général Richard S. Ewell qui combat avec distinction lors de la bataille de Sayler's Creek, la dernière grande bataille avant la reddition de l'armée de Lee à Appomattox.

## Uniforme

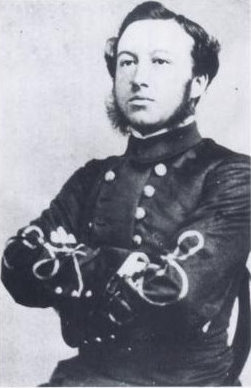
Exemple d'un uniforme confédérés du corps des Marines (Lieutenant confédéré des Marines Frances H. Cameron en 1864)

Leur uniforme ressemble à celui qui est prescrit pour l'armée confédérée, mais comme le CSMC n'est pas grand et que plusieurs de ses archives ont été détruites en 1865, il existe une controverse au sujet de l'exactitude des détails de l'uniforme. Il est clair, cependant, que les Marines sont souvent équipés à partir des magasins de la garnison la plus proche de leur position. Une description donne les Marines habillés d'une redingote d'une nuance de gris particulière (et indéterminée) et d'un pantalon bleu foncé ou noir. Il semble que les Marines des États confédérés portent un calot bien qu'il soit difficile de savoir s'il y a un ornement sur l'avant. Une grande partie de l'équipement porté dans le CSMC est importé du Royaume-Uni et de son empire, à savoir le Canada, créant d'une allure assez inhabituelle.